# Élections régionales de 1990 en Vénétie
Les élections régionales de 1990 en Vénétie (en italien : Elezioni regionali in Veneto del 1990) se tiennent les 6 et 7 mai 1990 afin d'élire les 60 membres de la Ve législature du conseil régional de Vénétie.

## Contexte
Après le dernier scrutin, le chrétien-démocrate Carlo Bernini est reconduit à la tête de la région, avec une coalition DC-PSI-PSDI-PLI. Il démissionne en 1989, pour être remplacé par Gianfranco Cremonese (DC), qui conserve les mêmes partenaires de coalition.

## Mode de scrutin
Le conseil régional de Vénétie (en italien : Consiglio Regionale del Veneto) est constitué de 60 conseillers élus pour cinq ans au scrutin proportionnel avec vote préférentiel et sans seuil électoral dans 7 circonscriptions plurinominales qui correspondent aux provinces.
Chaque électeur peut exprimer jusqu'à trois votes de préférence sur la liste à laquelle il accorde son suffrage. Les mandats sont ensuite répartis à la proportionnelle d'Hagenbach-Bischoff. Les sièges sont ensuite pourvus par les candidats comptant le plus grand nombre de voix préférentielles.
Les mandats qui n'ont pas été attribués à l'issue du premier décompte et les voix qui n'ont pas été utilisées sont rassemblés au niveau régional et distribués à la proportionnelle de Hare. Ils sont attribués, pour chaque parti, dans les provinces en fonction du ratio entre les votes restants et le total des suffrages exprimés.

### Répartition des sièges
| Provinces | Sièges | +/-           |  |
| Belluno   | 4      |               |  |
| Padoue    | 10     | 1             |  |
| Rovigo    | 2      | en stagnation |  |
| Trévise   | 9      | en stagnation |  |
| Venise    | 13     | 2             |  |
| Vérone    | 11     | 1             |  |
| Vicence   | 11     | 2             |  |
| Total     | 60     | en stagnation |  |

## Principales forces politiques
| Parti | Parti                                                                                   | Idéologie                                                  |
| ----- | --------------------------------------------------------------------------------------- | ---------------------------------------------------------- |
|       | Démocratie chrétienne Democrazia Cristiana                                              | Centre Démocratie chrétienne, antifascisme, anticommunisme |
|       | Parti communiste italien Partito Comunista Italiano                                     | Gauche Communisme, eurocommunisme, marxisme-léninisme      |
|       | Parti socialiste italien Partito Socialista Italiano                                    | Gauche Socialisme, réformisme, marxisme                    |
|       | Parti social-démocrate italien Partito Socialista Democratico Italiano                  | Centre gauche Social-démocratie, socialisme                |
|       | Parti libéral italien Partito Liberale Italiano                                         | Centre droit Libéralisme, libérisme                        |
|       | Mouvement social italien – Droite nationale Movimento Sociale Italiano–Destra Nazionale | Extrême droite Néofascisme, nationalisme, anticommunisme   |
|       | Parti républicain italien Partito Repubblicano Italiano                                 | Centre Républicanisme, mazzinisme                          |

## Résultats

### Voix et sièges
|                        |                                                      |           |       |      |        |               |  |  |  |  |  |  |  |  |
| Parti                  | Parti                                                | Voix      | %     | +/-  | Sièges | +/-           |  |  |  |  |  |  |  |  |
|                        | Démocratie chrétienne (DC)                           | 1 294 996 | 42,38 | 3,53 | 27     | 3             |  |  |  |  |  |  |  |  |
|                        | Parti communiste italien (PCI)                       | 475 342   | 15,56 | 4,85 | 10     | 2             |  |  |  |  |  |  |  |  |
|                        | Parti socialiste italien (PSI)                       | 419 087   | 13,72 | 1,37 | 8      | en stagnation |  |  |  |  |  |  |  |  |
|                        | Liste commune LV-VA                                  | 217 440   | 7,12  | 4,53 | 4      | 3             |  |  |  |  |  |  |  |  |
|                        | Ligue du Nord (LN)                                   | 180 676   | 5,91  | 2,18 | 3      | 1             |  |  |  |  |  |  |  |  |
|                        | Mouvement social italien – Droite nationale (MSI-DN) | 83 225    | 2,72  | 1,77 | 1      | 1             |  |  |  |  |  |  |  |  |
|                        | Parti républicain italien (PRI)                      | 77 932    | 2,55  | 0,71 | 1      | 1             |  |  |  |  |  |  |  |  |
|                        | Parti social-démocrate italien (PSDI)                | 65 424    | 2,14  | 1,06 | 1      | en stagnation |  |  |  |  |  |  |  |  |
|                        | Union du peuple vénète (UPV)                         | 58 093    | 1,90  | Nv.  | 1      | 1             |  |  |  |  |  |  |  |  |
|                        | Parti libéral italien (PLI)                          | 48 767    | 1,60  | 0,31 | 1      | en stagnation |  |  |  |  |  |  |  |  |
|                        | Chasse, Pêche, Environnement (CPA)                   | 47 289    | 1,55  | Nv.  | 1      | 1             |  |  |  |  |  |  |  |  |
|                        | Anti-prohibitionnistes des drogues (AsD)             | 33 974    | 1,11  | Nv.  | 1      | 1             |  |  |  |  |  |  |  |  |
|                        | Initiative civique (av. PSd'Az)                      | 26 235    | 0,86  | Nv.  | 1      | 1             |  |  |  |  |  |  |  |  |
|                        | Démocratie prolétarienne (DP)                        | 25 720    | 0,84  | 0,86 | 0      | 1             |  |  |  |  |  |  |  |  |
|                        | L'homme ordinaire                                    | 1 406     | 0,05  | Nv.  | 0      | en stagnation |  |  |  |  |  |  |  |  |
|                        |                                                      |           |       |      |        |               |  |  |  |  |  |  |  |  |
| Suffrages exprimés     | Suffrages exprimés                                   | 3 055 606 | 93,21 |      |        |               |  |  |  |  |  |  |  |  |
| Votes blancs           | Votes blancs                                         | 114 518   | 3,49  |      |        |               |  |  |  |  |  |  |  |  |
| Votes nuls             | Votes nuls                                           | 108 123   | 3,30  |      |        |               |  |  |  |  |  |  |  |  |
| Total                  | Total                                                | 3 278 247 | 100   | -    | 60     | en stagnation |  |  |  |  |  |  |  |  |
| Abstention             | Abstention                                           | 332 487   | 9,21  |      |        |               |  |  |  |  |  |  |  |  |
| Inscrits/Participation | Inscrits/Participation                               | 3 610 734 | 90,79 |      |        |               |  |  |  |  |  |  |  |  |

## Conséquences
Gianfranco Cremonese est reporté à la tête de la région, avec une coalition formée de la DC, le PSI, le PSDI, et le PRI. Ce cabinet dure deux ans, avant que son collègue, Franco Frigo (DC), le remplace avec une coalition DC-PSI-FdV (fusion de la LV et des VA), qui gouverne pendant seulement quelques mois. Ce cabinet est remplacé par une coalition de centre-gauche, formée par le PDS, la DC, le PSI, la FdV, et l'UPV, avec Guiseppe Pupillo, du PDS (ancien PCI), à sa tête. Ce gouvernement dure un an, avant d'être remplacé par une coalition plus à droite, menée par le PPI (ancienne DC), la LN, le PLI, le PR (le parti derrière les AsD), et FI, parti nouvellement créé, avec Aldo Bottin (PPI) à la présidence. Ce cabinet tient jusqu'à la fin de la législature.